# Lymnas bipuncta
Lymnas bipuncta är en fjärilsart som beskrevs av Hans Ferdinand Emil Julius Stichel 1929. Lymnas bipuncta ingår i släktet Lymnas och familjen Riodinidae. Inga underarter finns listade i Catalogue of Life.